# Tunel Komořanský
Tunel Komořanský (cz. Komořanský tunel) – tunel drogowy będący częścią autostrady D0 (Obwodnica Pragi), w południowo-zachodniej części Pragi, w Czechach (odcinek Vestec - Lahovice). Południowa rura tunelu ma długość 1937 m, a północna 1972 m. Tunel biegnie pod wzgórzem między doliną Wełtawy i Berounki w Komořanach a doliną położoną pomiędzy dzielnicami Cholupice i Točná. Do zachodniego portalu tunelu przylega Most Radotíński, gdzie D0 krzyżuje się z autostradą D4.
Tunel został otwarty w 2010.